# Айше Сенийепервер Султан
Айше Сенийепервер Султан е наложница на османския султан Абдул Хамид I, майка и валиде султан на султан Мустафа IV.

## Произход и управление
Родена е през 1761 г. По произход е българка – помакиня, родом от Родопите. Рожденото ѝ име е Соня от арабски „много красива“ –приема името Айше Сенийепервер, след като попада в харема на султан Абдул Хамид I, на когото ражда син – бъдещият султан Мустафа IV.
След като на 29 май 1807 еничарски заговор слага край на управлението на султан Селим III, на престола на Османската империя се възкачва синът на Айше Сенийепервер – Мустафа IV. С възцаряването на сина ѝ Айше Сенийепервер приема титлата Валиде султан, която се полага на майката на управляващия султан. Тя се ползва със статута на първа жена в империята само четиринадесет месеца – от 29 май 1807 до 28 юли 1809 г., когато поредният еничарски бунт детронира сина ѝ, който по-късно е убит по заповед на следващия султан – Махмуд II.
Айше Сенийепервер живее цели двадесет години след смъртта на сина ѝ. След преврата срещу Мустафа IV, тя дори отвежда внука си Ахмед в Османска България, опитвайки се да спаси живота му.
Умира на 11 декември 1828 г. в Истанбул и е погребана в джамията Еюп Султан в Истанбул.